# ستيفي كيس
ستيفي كيس (بالإنجليزية: Stevie Case)‏ هي لاعبة رياضة إلكترونية ‏ أمريكية، ولدت في 7 سبتمبر 1976.

## روابط خارجية
- ستيفي كيس على موقع IMDb (الإنجليزية)